# Otomyinae
De Otomyinae is een onderfamilie van de familie Muridae die voorkomt in Afrika. Deze onderfamilie omvat de levende geslachten Otomys, Parotomys en Myotomys en het fossiele geslacht Euryotomys. Deze onderfamilie behoort volgens genetische en paleontologische gegevens tot de muizen en ratten van de Oude Wereld (Murinae), maar sommige auteurs erkennen de Otomyinae liever voorlopig als een aparte onderfamilie, omdat de nauwste verwanten van de groep nog niet duidelijk zijn. De Otomyinae verschillen van andere Muridae doordat de knobbels op de kiezen verenigd zijn tot laminae, zodat de kiezen er sterk geribbeld uitzien. Het aantal laminae op de derde bovenkies (M3) neemt binnen de onderfamilie steeds sterker toe, van vier in de oudste vertegenwoordiger van de onderfamilie, Euryotomys pelomyoides, tot tien bij sommige levende soorten. Daarnaast zijn er nog twee schedelkenmerken die diagnostisch voor de onderfamilie zijn. Het paleontologische bewijsmateriaal voor de positie van de Otomyinae is gebaseerd op Euryotomys, die morfologisch tussen de Otomyinae en de Murinae in staat.